# Museo del Molino de Papel de Capellades
El Museo del Molino de Papel de Capellades es un museo sobre el papel situado en la villa de Capellades. El museo se encuentra ubicado en el edificio del antiguo molino papelero llamado «Molino de la Villa», situado justo al lado de la «Bassa». El edificio había albergado anteriormente dos escuelas públicas y parte de la colección del Abric Romaní.
Se trata de uno de los museos más importantes a nivel internacional en cuanto a la temática del papel. Su colección se basa en maquinaria para la realización del papel tradicional y papeles y documentos desde el siglo XIII. Forma parte del Museo de la Ciencia y de la Técnica de Cataluña.

## Exposición
La exposición principal cuenta la historia del papel desde el sistema más tradicional a las tecnologías empleadas en el siglo XXI. En el sótano del Juan, donde aún se continúa fabricando papel manualmente, se puede observar todo el proceso artesanal de realización del papel. 

## Historia

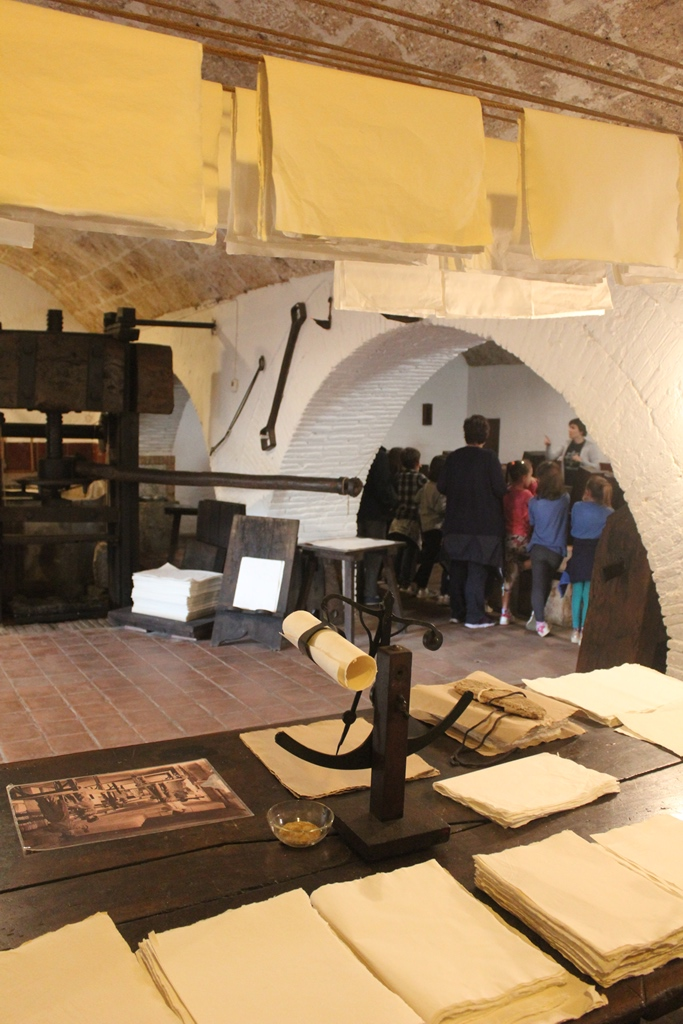
Proceso de secar el papel

Los molinos papeleros tuvieron cierta importancia económica durante el siglo XVIII en Cataluña. Con la aparición de nuevas tecnologías, los molinos que aprovechaban agua del río como fuente de energía fueron cerrando progresivamente. Los últimos cerraron entre 1908 y 1910, a principios del siglo XX.
El Molino Papelero de Capellades se había especializado en fabricar papel de fumar y papel de «barba». Una gran parte de la producción se dedicaba a la exportación internacional.
En 1941 Antonio Romaní i Caballé y Llorenç Miquel Serra comenzaron a establecer contactos con antiguos industriales del papel con el objetivo de crear un museo sobre esa temática. Con la colaboración del Ayuntamiento de Capellades y el gremio de fabricantes de papel de Cataluña se fundó el museo en 1958, aunque se inauguró en 1961.